# زاوية صقر
قرية زاوية صقر هي إحدى القرى التابعة لمركز أبو المطامير في محافظة البحيرة في جمهورية مصر العربية. حسب إحصاءات سنة 2006، بلغ إجمالي السكان في زاوية صقر 19842 نسمة، منهم 9569 رجل و10273 امرأة.